# Józef Rychlik
Józef Henryk Rychlik (* 12. Mai 1946 in Krakau) ist ein polnischer Komponist und Musikpädagoge.
Rychlik studierte von 1965 bis 1970 Komposition und Musiktheorie bei Bogusław Schaeffer an der Musikakademie Krakau. Als Stipendiat der französischen Regierung nahm er 1978 Kurse für elektroakustische Komposition bei der Groupe de Recherche Musicales (GRM) des Institut de Recherche et Coordination Acoustique/Musique von Radio France. Ab 1972 war er Dozent, ab 2002 Professor an der Musikakademie Krakau. Im Rahmen des Festivals Młodzi Muzycy Młodemu Miastu in Stalowa Wola leitete er von 1976 bis 1979 Kurse für elektronische Musik. Am Juliusz-Słowacki-Theater in Krakau war er von 1991 bis 1998 Leiter der Musik- und Tonproduktion und Mitbegründer des Studios für Räumliche Musik.
Rychliks Kompositionen wurden bei verschiedenen Festivals, u. a. beim Warschauer Herbst, aufgeführt. Er erhielt eine Reihe von Preisen und Auszeichnungen, darunter den Zweiten Preis beim Wettbewerb Junger Komponisten (1971), den Dritten Preis beim Internationalen Komponistenwettbewerb in Stettin (1973), 1979 den Preis beim VII Concours International de Musique Electroacoustique in Bourges und 1989 den Preis beim Ogólnopolski Festiwal Filmów Krótkometrażowych in Krakau.

## Werke
- Nokturn für Sopran, Flöte, Klavier und drei Becken (1966)
- Kwartet smyczkowy (1968)
- Utwór für Flöte, Klarinette, Geige und Cello (1968)
- Muzyka symfoniczna I für zwei Klaviere und zwei Streichquartette (1969)
- Muzyka symfoniczna II für Orchester (1969)
- Musica per gliss für zwei Soprane, Geige, Vibraphon und Klavier (1970)
- Utwór für Flöte solo (1970)
- Ametrio für Flöte, Geige und Cello (1971)
- Le Miroir für Sopran oder Mezzosopran und Klavier (1971)
- Sekwencje przestrzenne für Kammerorchester (1971)
- Le cercle für Perkussion (1971)
- Wielokropek für Klavier, Blasinstrument und vier andere Instrumente (1972)
- Szkice für Orgel und Orchester (1972)
- Grave-ap für Orgel (1973)
- VO-TO für gemischten Chor a cappella (1973)
- Peut-être, grafische Komposition für ein Soloinstrument oder Stimme oder Kammerensemble oder Tänzer oder Ballettgruppe und Tonband (1974)
- Plenitudo temporis für großes Sinfonieorchester (1974)
- C’est-à-dire [Version I], konzeptuelle Komposition zur Realisierung in verschiedenen Besetzungs- und Genreversionen (1975)
- Musinelle für Tonband (1975)
- Accialto für Bratsche und Kammerorchester (1975)
- Muzyka ścienna, Fotografie auf Tonband (1975–77)
- La Comparsita für Tonband (1976)
- To für Tonband (1976)
- Podtytuł – Sen Eurydyki für Tonband (1978)
- C’est-à-dire [Version II] für Kammerensemble und Tonband (1978)
- Tuż za horyzontem für Tonband (1980)
- 2 M 80 (Fugi wokół bieli) für Tonband (1981)
- Podtytuł – Sen Eurydyki II für Sopran und Tonband (1982)
- 2M91 für Tonband (1991)
- Refleksje I für Tonband (1991)
- Aura I für Tonband (1993)
- Logo für Tonband (1994)
- MUSICA N für Tonband (1994)
- Logo III, elektroakustische Miniatur für Tonband (1996)
- Między nocą a dniem, Pantomime (1996)
- Tryptyk poli-graficzny für Klavier (1996)
- Invocazioni intorno, Konzert für Waldhorn und Perkussion (1997)
- In principio erat Verbum für Chor und Tonband (2000)
- Fantazja styczniowa für Klavier (2000)
- Ave Crux für Chor (2001)
- Brama słońca II für Tonband (2001)
- Fantazja für Barockvioline und Elektroakustik (2002)